# 马俊清
马俊清（1956年10月—），男，汉族，吉林公主岭人，中华人民共和国政治人物。吉林大学经济管理专业毕业，研究生学历，经济学博士学位。曾任中共吉林省委副書記、吉林省人大常委会副主任。

## 生平
1975年7月参加工作，在吉林省四平市怀德县毛城子乡当知青。1976年3月加入中国共产党。后来升任大队党支部书记。1978年起，历任怀德县运输公司、县劳动局、县安全生产办公室科员，怀德县委办公室、政策研究室干事，共青团怀德县委副书记。1983年任怀德县委常委、团县委书记，怀德县委常委、宣传部长。1985年2月，任公主岭市怀德区委副书记。1986年1月起，任共青团吉林省委副书记、党组副书记，吉林省青联主席。
1992年1月，任共青团吉林省委书记、党组书记，吉林省青联主席兼省团校校长。1995年1月，任中共松原市委副书记，1997年1月任松原市委副书记，市人民政府代市长、市长。2000年12月，任中共四平市委书记。2003年1月，任吉林省人民政府秘书长。
2004年12月，任中共吉林省委常委、宣传部部长，晋升副部级。2007年5月，任吉林省委常委、省委秘书长、省直机关工委书记。2008年8月，任吉林省委常委、吉林省人民政府副省长。2012年5月，任中共吉林省委常委，省政府党组副书记、常务副省长。2015年11月20日，任中共吉林省委副书记。
2017年1月19日，吉林省第十二届人民代表大会第六次会议选举马俊清为吉林省人民代表大会常务委员会副主任。2017年2月起卸任吉林省委副书记，2018年1月31日卸任吉林省人大常委会副主任职务。